# 하라 아레나
하라 아레나(Hara Arena)은 미국 오하이오주 데이턴에 위치한 실내 경기장이다. 과거 IHL 데이턴 젬스, 데이턴 올스와 FHL 데이턴 데몰리션 그리고 ECHL 데이턴 보머스, CHL 데이턴 젬스의 홈경기장으로 사용했다.